# Makulaödem

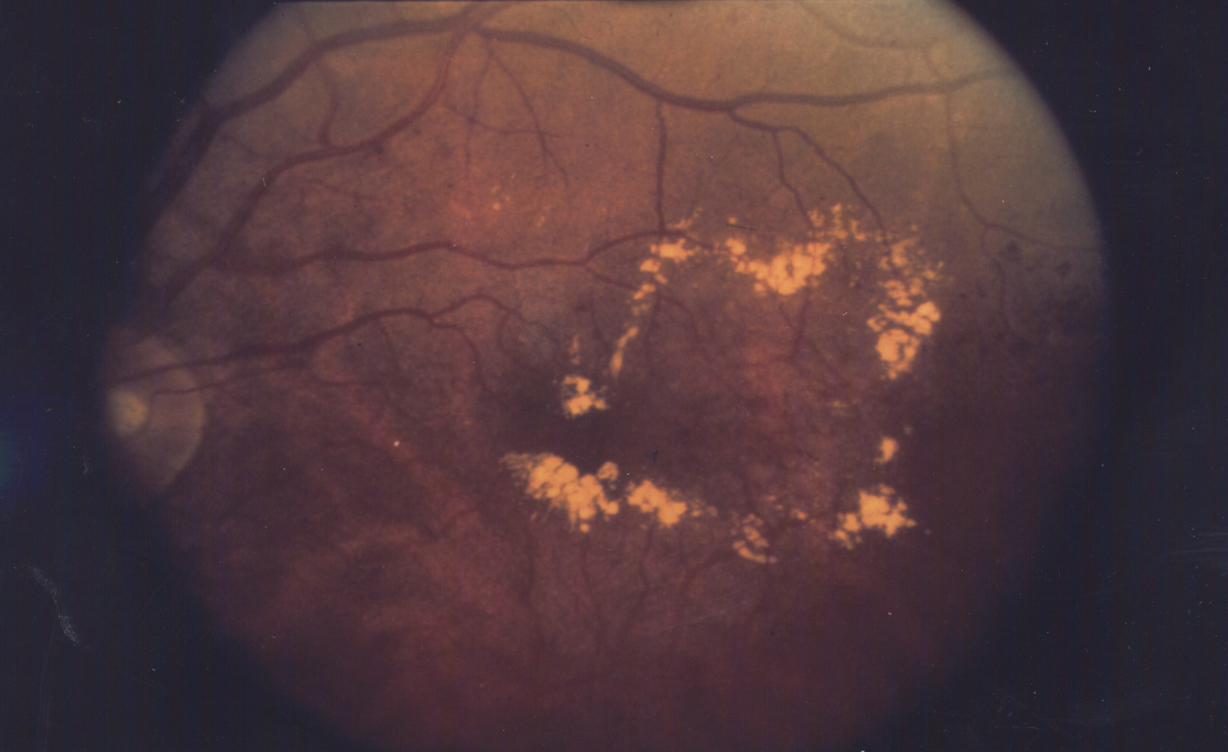
Makulaödem

Ein Makulaödem, engl. macular edema, ist eine Ansammlung extrazellulärer Flüssigkeit (Ödem) im Bereich des Gelben Flecks (Macula lutea) des menschlichen Auges. Die reversible Veränderung äußert sich durch Unschärfe des Gesichtsfeldes im Bereich der Zone des schärfsten Sehens.

## Entstehung
Die Wassereinlagerung unter oder im Pigmentepithel der Netzhaut verursacht eine umschriebene Schwellung und bläschenartige Wasseransammlungen, die bei der Spiegelung des Augenhintergrundes sichtbar sind.
Mögliche Ursachen sind Entzündungen (Retinitis, Uveitis), Gefäßschäden bei Diabetes mellitus im Verlauf der diabetischen Retinopathie oder Stauung durch Verschluss von retinalen Venen. Auch nach operativen Eingriffen am Auge kann es zu einem Makulaödem kommen. Bei einer starken Lichtexposition (Retinopathia solaris) tritt zumeist nur ein photochemisch bedingtes Ödem im Bereich der Fovea centralis auf.
Das Makulaödem nach einer Kataraktextraktion wird auch als Irvine-Gass-Syndrom bezeichnet.
Beim Goldmann-Favre-Syndrom und der Sorsby Fundusdystrophie kommen Makulaödeme als wesentliches Merkmal vor.

## Stadieneinteilung
Man unterscheidet in vier Stadien das fokale, das klinisch signifikante (die Sehschärfe bedrohende), das diffuse und das ischämische Makulaödem.

## Therapie
Derzeit befinden sich verschiedene Wirkstoffe in der Entwicklung, unter anderem Ruboxistaurin auf Basis eines Bisindolylmaleimides.
Im Rahmen des Diabetes mellitus kann eine Stoffwechseloptimierung den Krankheitsverlauf aufhalten.
Bei einem fokalen Makulaödem kann eine Laserfotokoagulation einer weiteren Sehverschlechterung vorbeugen.
Eine arterielle Hypertonie muss behandelt werden; Hinweise auf den Vorteil bestimmter Substanzgruppen von Antihypertensiva finden sich nicht.